# Blanche Selva

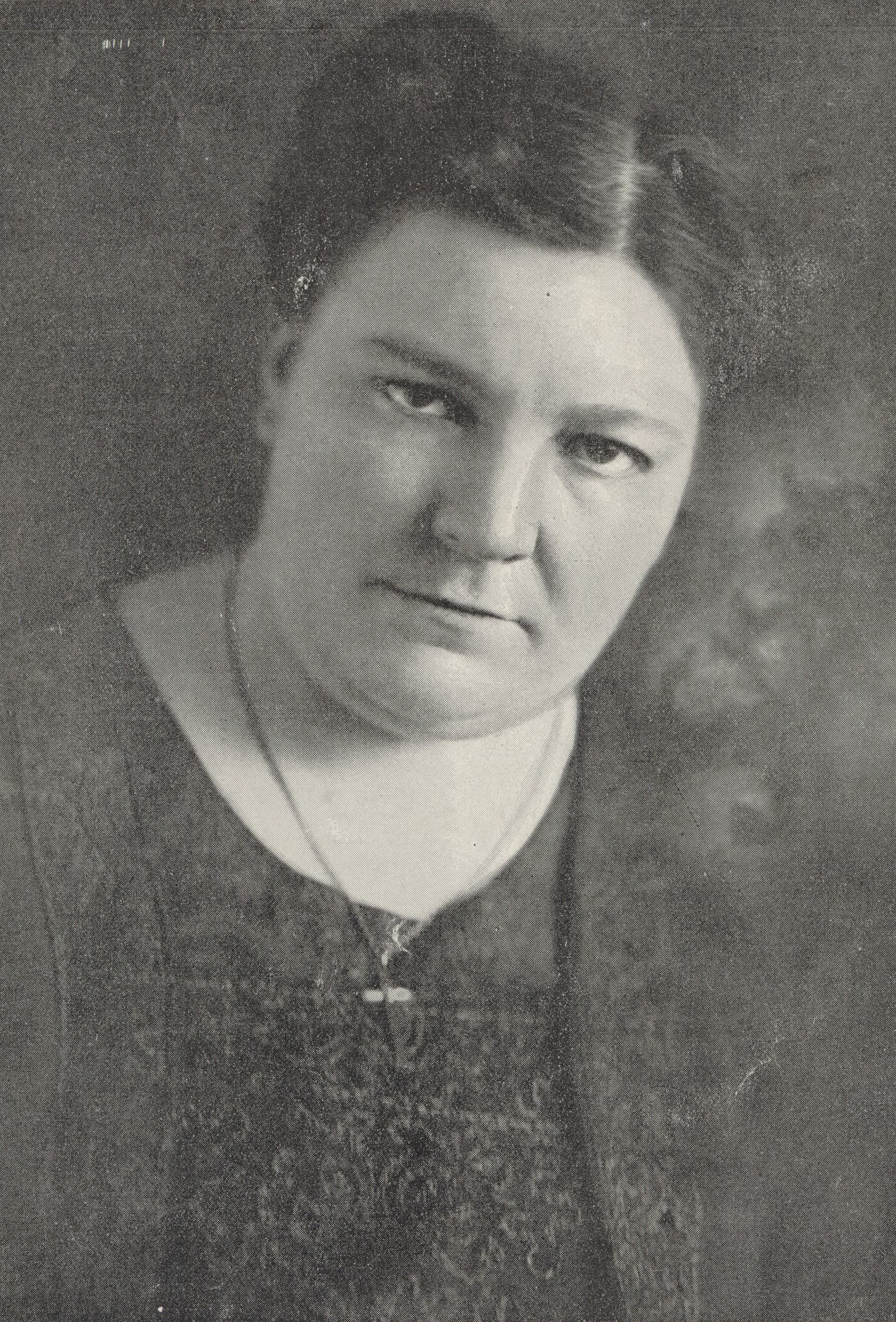
Blanche Selva

Blanche Selva (katalanisch Blanca Selva i Henry, * 29. November 1884 in Brive-la-Gaillarde; † 3. Dezember 1942 in Saint-Amant-Tallende) war eine französische Pianistin, Musikwissenschaftlerin, Komponistin und Musikpädagogin.

## Leben und Werk
Blanche Selva wurde 1884 in Brive dreißig Kilometer nordöstlich von Limoges geboren. Ihre Familie stammte aus Los Masos im französischen Nordkatalonien (ehemalige Grafschaft Conflent). Kurz vor der Geburt von Blanche Selva zog die Familie, dem Beruf des Vaters als Handelsreisender geschuldet, zunächst nach Limoges und später nach Paris. Blanche Selva studierte von 1893 bis 1895 am Konservatorium von Paris Klavier sowie Kontrapunkt und Komposition bei Vincent d’Indy an der Pariser Schola Cantorum. Als 13-Jährige gab sie ihr erstes öffentliches Konzert und wurde als Wunderkind gefeiert.
Nach Abschluss ihres Studiums unternahm sie eine Konzertreise durch die Schweiz und durch Frankreich. Von 1901 bis 1921 wirkte Blanche Selva selbst als Professorin für Klavier an der Pariser Schola Cantorum. Sie unterrichtete ebenfalls an den Konservatorien in Straßburg und in Prag. 1922 ließ sie sich in Barcelona nieder und lebte dort bis 1937. Sie förderte die Acadèmia de Música de Barcelona und arbeitete als Pianistin und Dozentin eng mit der 1926 von Pau Casals gegründeten Associació Obrera de Concerts de Barcelona (Arbeiterkonzertvereinigung) zusammen.
Sie erneuerte die Klaviertechnik und schrieb folgende Fachwerke La sonate (1913), L’enseignement musical de la technique du piano (2 Bände 1922, 1925). Sie publizierte weiterhin Les sonates de Beethoven (1927). Dieses Werk war zuvor in Form von Artikeln in der Revista Musical Catalana erschienen. Weiterhin schrieb sie die Biografie Déodat de Séverac (1930).
Als Spezialistin für die Werke von Johann Sebastian Bach, Ludwig van Beethoven und César Franck führte sie Werke von Vincent d’Indy, Déodat de Séverac, Claude Debussy, Isaac Albéniz und Juli Garreta in gleicher künstlerischer Qualität auf. Einerseits spielte Blanche Selva 1904 in einem Zyklus von 17 Konzerten alle Cembalo-Werke von Johann Sebastian Bach. Andererseits wurde sie zur Hauptinterpretin des Werkes ihres Lehrers Vincent d’Indy. Generell setzte sich Blanche Selva stark für die zeitgenössische Musik ein und unterstützte in ihren Konzerten damit den französischen Komponistenverband. Vincent d’Indy widmete ihr seine Klaviersonate (uraufgeführt 1908) sowie das Thème varié, Fugue et Chanson (1926 uraufgeführt), Jean-Jules Roger-Ducasse widmete ihr seine Rhythmes. 1906, 1907 und 1909 verwirklicht Blanche Selva die Uraufführung einzelner Abschnitte von Isaac Albéniz Suite Iberia. Der zweite Abschnitt dieses Werkes ist ihr gewidmet. Sie führte ebenfalls die Uraufführung von Albert Roussels Suite für Klavier und zahlreicher Werke von Déodat de Séverac durch. In den Jahren 1925 bis 1927 gab sie häufig in der Barceloneser Sala Parés Konzerte mit dem Violinisten Joan Massià.

## Kompositionen Blanche Selva

### Klavier- und Orgelstücke
- Paysage au soleil couchant (1904)
- Suite (Prélude, Allemande, Courante, Burla, Chanson, Farandole) pour piano (1904)
- Cloches dans la brume pour piano (1905)
- Cloches au soleil per a piano (1905)
- Pièces per a piano (1908)
- Petite pièce pour orgue (1908)
- La Vasque aux Colombes (1921)
- Primers Jocs per a piano (1931)
- Le jeu du pentacorde qui vole, exercice pour piano (1940)
- Transcripcions per a piano d'obres de Vincent d'Indy i César Franck (1910–1912)

### Kammermusik
- La nit de la Puríssima (1929)
- Quatre peces per a violí i piano (1934)

### Vokal- und Chormusik
- Les Ancêtres du Lys (1905)
- Rosaire d'après Francis Jammes (1906)
- Venez sous la tonnelle d'après Francis Jammes (1908)
- Muntanya blava per a veu i piano (1928)
- Mes de Maria pour voix et piano (1929)
- Dix mélodies sur des poèmes catalans (1935)
- La farigola (1926)
- El tronc (1929)
- Quicumque Enim Spiritu Dei Aguntur (1929)
- Pensament matinal (1931)
- O Fleurs des fleurs d'après Blanche Selva (1939)

### Orchestermusik
- Poema de la resurrecció o Oratori pascal (manuscrit perdut, 1938)